# Valentino Bruchi
Valentino Bruchi (Siena, 1912 – Siena, 1984) è stato un attore italiano, protagonista nel cinema e nel teatro dagli anni '30 fino a gli anni '50.

## Biografia

### Famiglia
Il padre, Alfredo Bruchi, era provveditore e presidente del Monte dei Paschi di Siena, nonché, membro del partito fascista, deputato, dal 1929, e senatore, dal 1943 al 1944. La madre Beatrice Hignett, figlia dell’attore inglese Henry Reginald Hignett, gli trasmise la passione per il teatro

### Carriera teatrale
A 18 anni, nel 1930 con Guido Salvini, ottiene la sua prima scrittura con una paga di 25 lire al giorno, con l'obbligo di provvedere al guardaroba. 
Inizia da qui una lunga attività teatrale che lo porterà ad essere chiamato, soprattutto per ruoli da comprimario, da prestigiose compagnie e con rilevanti registi e attori teatrali del suo tempo.
Sempre nel 1930, grazie all’intermediazione di Giulio Donadio, entra a far parte della compagnia di Vittorio De Sica, Giuditta Rissone e Umberto Melnati, in parti di attor giovane e comprimario. prendendo parte anche a lavori provocatori come L’amore fa fare questo e altro di Achille Campanile, che, rappresentato in prima assoluta, suscitò scalpore e proteste al Teatro Manzoni di Milano. Nel 1931 viene scritturato da Donadio e, dopo alcune recite isolate a Roma, nel giugno entra a far parte della compagnia itinerante del Carro di Tespi di Giovacchino Forzano, dove recita anche nel Garibaldi di Domenico Tumiati. fra il 1931 e il 32 lavora anche per la compagnia di Ruggero Lupi, Paola Borboni e Nicola Pescatori e per quella di Aldo Silvani.
Nel 1933 è ingaggiato nella compagnia di Esperia Sperani e Amilcare Pettinelli  e recita diretto da Jacques Copeau in  La Rappresentazione di Santa Uliva nel Chiostro di Santa Croce a Firenze , per le rappresentazioni dell'anno inaugurale del Maggio Fiorentino  e in Piazza della Signoria con il Savonarola per l'edizione del 1935. In teatro lavora anche con Alessandro Moissi e nella Compagnia degli spettacoli gialli di Romano Calò.
Nel 1934 è con la Compagnia del Teatro stabile di Torino in Tristi amori di Giuseppe Giacosa.
Studente universitario e membro dei settore spettacolo dei Gruppi Universitari Fascisti (GUF e cine-GUF), nel 1936 si laurea in giurisprudenza con una tesi su Lo spettacolo nell’organizzazione sindacale corporativa dello stato italiano. In questo periodo, grazie alla frequentazione universitaria, ebbe anche contatti con il "teatro di regime", organizzando e dirigendo spettacoli destinati a commemorazioni e celebrazioni ufficiali, come L'Assetta, in occasione dei Littoriali della Cultura e dell'Arte di Roma per l'anno XIII.
Nel periodo 1938-39 recita con la compagnia Emma Gramatica-Giulio Stival in Evviva la vita!
Nel 1940 entra a far parte della compagnia di Ruggero Ruggeri dove resterà stabilmente fino al 1945 e otterrà anche ruoli da protagonista quali il Marchese Colombi ne  La satira e Parini di Paolo Ferrari, nell'Enrico IV di Pirandello al Teatro Mercadante di Napoli e nel Siegfried di Giraudoux in prima assoluta al Teatro di Torino.
Nell'ottobre 1945 viene chiamato da Luchino Visconti per la prima teatrale Italiana di  "Huis clos" (A porte chiuse) di Sartre, di cui è uno dei quattro interpreti con Paolo Stoppa, Rina Morelli e Vivi Gioi e con Antigone di Jean Anouilh dove è la seconda guardia (Paolo Stoppa, invece, nel ruolo della prima guardia)
Questi due spettacoli rappresentano il suo congedo dal teatro, a favore delle attività nel cinema e doppiaggio dove sia come voce che direttore collaborò a più di 200 film, fino al graduale ritiro negli anni 60.

### Cinema
Nel 1936 ottiene il suo primo ruolo rilevante nel film Cuor di Vagabondo una coproduzione italo-francese diretto da Jean Epstein e girato negli studi di Tirrenia.
È di recente riscoperta la sua realizzazione come produttore e principale promotore,  insieme a Michele Gandin  del film "Cinci"  del 1939, dal testo di Pirandello, che usando attori non professionisti e abitanti del territorio è considerato precursore e primo film neorealista. Tutto il film fu girato nelle tenute toscane della famiglia Bruchi.
Nel 1945 al termine del secondo conflitto mondiale si trasferisce a Roma dove svolge attività anche come doppiatore che progressivamente diventerà la sua principale. Come attore per il cinema compare in un decina di produzioni tra le quali Cagliostro, I due sergenti, Ladro di donne.  Sempre a Roma inizia la sua carriera anche come aiuto regista e direttore di produzione per il grande schermo. Lavora con Mervyn LeRoy, Orson Welles, Ladislao Vajda.
Nel 1949 collabora alla sceneggiatura del film Il ladro di Venezia. È aiuto regista di Quo Vadis? sul cui set, basandosi sulla sua ottima conoscenza dell'inglese appreso dalla madre, inventa una nuova tecnica per agevolare il doppiaggio basata sulla omofonia inglese e sul labiale di parole inesistenti in italiano, una sorta di grammelot inglese.
La città di Siena gli conferisce la Lupa d'argento, riservata a quanti portano prestigio alla città.

### Vita privata
Critico verso la cinematografia del secondo dopoguerra,  fra gli anni 50 e 60 si ritirò progressivamente dal mondo dello spettacolo,.
Muore nel 1984 al termine di una breve malattia. Era sposato con l'attrice Licia Coletta.

## Teatrografia (parziale)
- La Rappresentazione di Santa Uliva (1933) regia di Jacques Copeau, interpreti: Andreina Pagnani, Rina Morelli, Cesare Bettarini, Memo Benassi, Ruggero Lupi, Mietta Zocchi, Giulia Puccini, Armando Migliari, Valentino Bruchi, Luigi Almirante, G. Pierozzi, Carlo Lombardi, Sara Ferrati - teatro: Maggio fiorentino[28]
- il Savonarola (1935) regia di Jacques Copeau, interpreti: Luigi Almirante, Guglielmina Dondi, Fosco Giachetti, Filippo Scelzo, Pio Campa, Pietro Carnabuci, Carlo Lombardi, Memo Benassi, Ernesto Sabbatini, Carlo e Nando Tamberlani, Valentino Bruchi, Franco Sgandurra. - Teatro: Maggio fiorentino
- Enrico IV di Luigi Pirandello, messa in scena di Ruggero Ruggeri, regia di Romano Calò, interpreti: Ruggero Ruggeri, Antonella Petrucci, Lia Zoppelli, Gianni Agus, Gaetano Verna, Francesco Sormano, Roldano Lupi, Renato Libassi, Valentino Bruchi. - Teatro Mercadante, Napoli[29]
- Evviva la vita! (1939) Compagnia Gramatica-Stival, interpreti: Emma Gramatica, Giulio Stival, Carlo Tamberlani, Loris Gizzi, Valentino Bruchi. - Teatro Odeon, Milano.
- A porte chiuse (Huis cols) (1945) di Jean Paul Sartre, regia di Luchino visconti, interpreti: Paolo Stoppa, Rina Morelli, Vivi Gioi, Valentino Bruchi.  - Teatro Eliseo, Roma

## Filmografia

### Attore
- Villafranca, regia di Giovacchino Forzano (1934)
- L'aria del continente, regia di Gennaro Righelli (1935)
- Fiordalisi d'oro, regia di Giovacchino Forzano (1935)
- Amazzoni bianche, regia di Gennaro Righelli (1936)
- Cuor di vagabondo, regia di Jean Epstein (1936)
- I due sergenti, regia di Enrico Guazzoni (1936)
- Ladro di donne, regia di Abel Gance (1938)
- Manovre d'amore, regia di Gennaro Righelli (1940)
- La primadonna, regia di Ivo Perilli (1943)
- Teheran, regia di Giacomo Gentilomo, William Freshmann (1946)
- Cagliostro (Black Magic), regia di Gregory Ratoff, Orson Welles  (1949)
- Quo Vadis, regia di Mervyn LeRoy (1951) (assistente alla regia, direttore di produzione)[27]

### Seconda unità di regia
- Teheran (1946)
- Il richiamo del sangue, regia di Ladislao Vajda (1948)
- I pirati di Capri, regia di Edgar G. Ulmer e Giuseppe Maria Scotese (1949)
- Incantesimo tragico, regia di Mario Sequi (1951)

## Opere
- Valentino Bruchi, Le profezie di Malachia sui Papi, Siena, Libreria Editrice Ticci, 1939.
- Valentino Bruchi, Comici senesi dei secoli XVI e XVII.
- Valentino Bruchi, La papera a teatro.
- Valentino Bruchi, Occhiate in platea, collana Il romanzo mensile, n. 3, Mondadori, marzo 1937.
- Valentino Bruchi, Lucignano di Val d'Arbia, Tip. Nuova, 1958.
- Valentino Bruchi, Passeggiate nel tempo. Vita e confessioni di un attore senese, Pascal Editrice, 2009, ISBN 9788876260636.[30]